# Lutz Fritsch

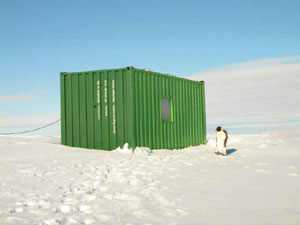
Bibliothek im Eis (2005) Foto: Lutz Fritsch

Lutz Fritsch (Keulen, 1955) is een Duitse beeldhouwer.

## Leven en werk
Fritsch studeerde van 1976 tot 1982 beeldhouwkunst aan de Kunstakademie Düsseldorf in Münster. In 1984 kreeg hij een beurs van de Kulturkreis Bundesverband der Deutsche Industrie en in 1986 een werkbeurs van het Bonner Kunstfonds. Hij was van 1994 tot 1995 en van 1998 tot 2000 gastdocent aan de kunstakademie in Münster.
Driemaal nam hij deel als fotograaf en tekenaar aan een poolexpeditie met wetenschappers van het Alfred-Wegener-Institut für Polar- und Meeresforschung (AWI) naar de Arctis en Antarctica: in 1994/95 de Expedition ANT XII-2, in 1997 de Expedition ARK XIII-3 en in 2004/05 de Expedition ANT XXII-land.
De kunstenaar woont en werkt in Keulen.

## Werken (selectie)
- Einstieg (1986), Beeldenpark Im Tal in Hasselbach (Westerwald)
- Um-gang (1988/89) - 2-delig, buitencollectie Skulpturenmuseum Glaskasten aan de City See in Marl
- EIN STAND (1990)[2], Skulpturenensemble Moltkeplatz Essen in Essen
- Maßlos (Vertikal ROT) (1991), Skulpturenpark Schloss Morsbroich in Leverkusen
- Der Stand der Dinge (1991), Pforzheim
- Rheinorange (1992), monding van de Ruhr in de Rijn bij Rijnkilometer 780 in Duisburg
- Ort/Lage (1993), Dresden
- Im Vorfeld (1993), Windischeschenbach
- Vorgang Zustand (1995) - 8-delig, Schumannshaus in Bonn
- Hier und Da (1995) - 4-delig, Altenkirchen (Westerwald)
- Zwischen Innen und Außen (1996) - 8-delig, Waiblingen
- Einsatz-Ort (1998), Gütersloh
- Nah und Fern (1998) - 6-delig, Suhl
- Raumtor (2001), Hillscheid
- Zwischen Himmel und Erde (2003), Höhr-Grenzhausen
- Ferne Nähe (2003) - meerdelig, Bonn
- Zeitraum (2007) - 2-delig, Bergisch Gladbach
- Luchtturm (2008) - kinetisch object, Keulen
- Standortmitte (2008) - 2-delig in Bonn en Keulen

## Fotogalerij

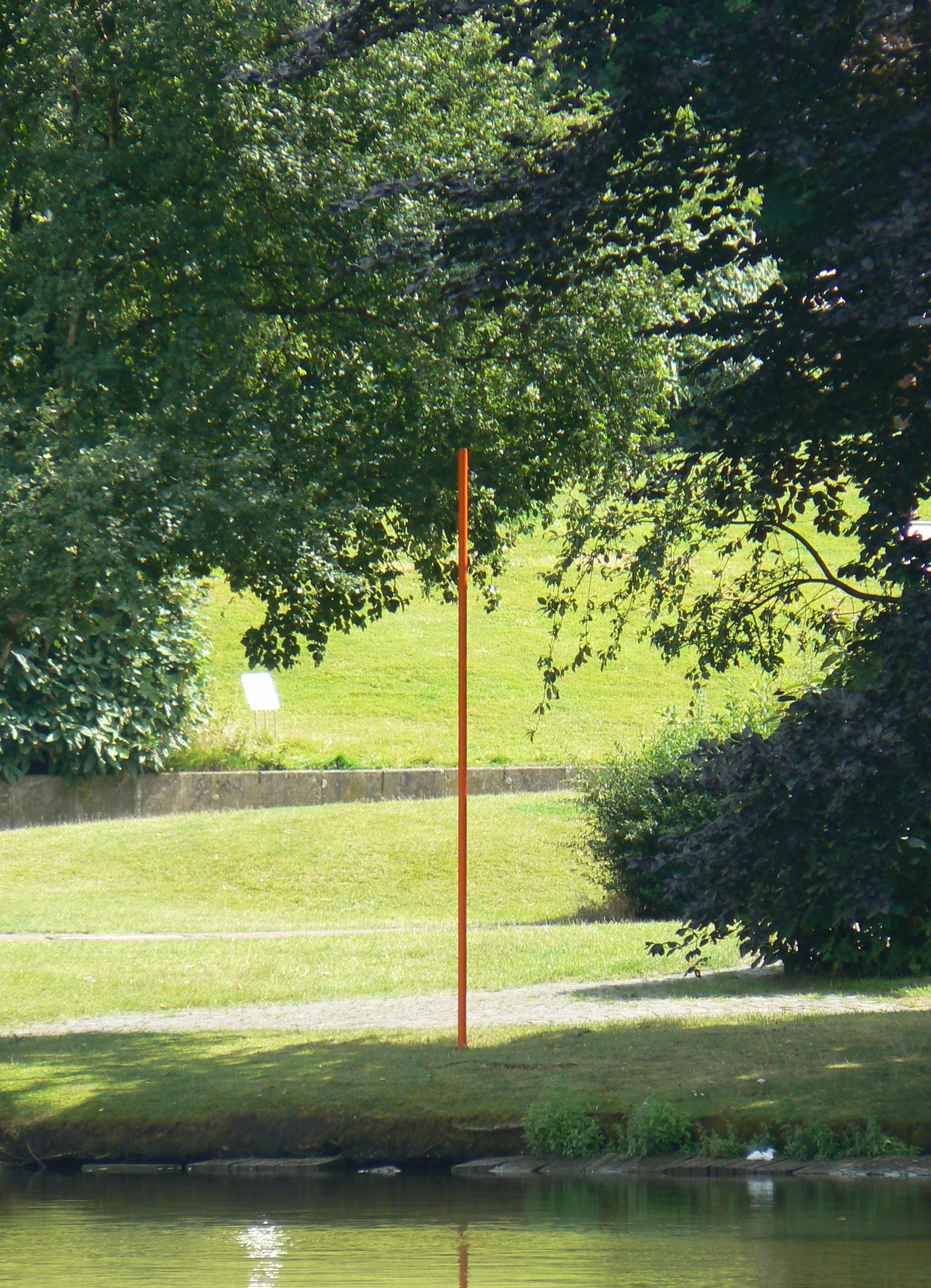
Um-gang, Marl
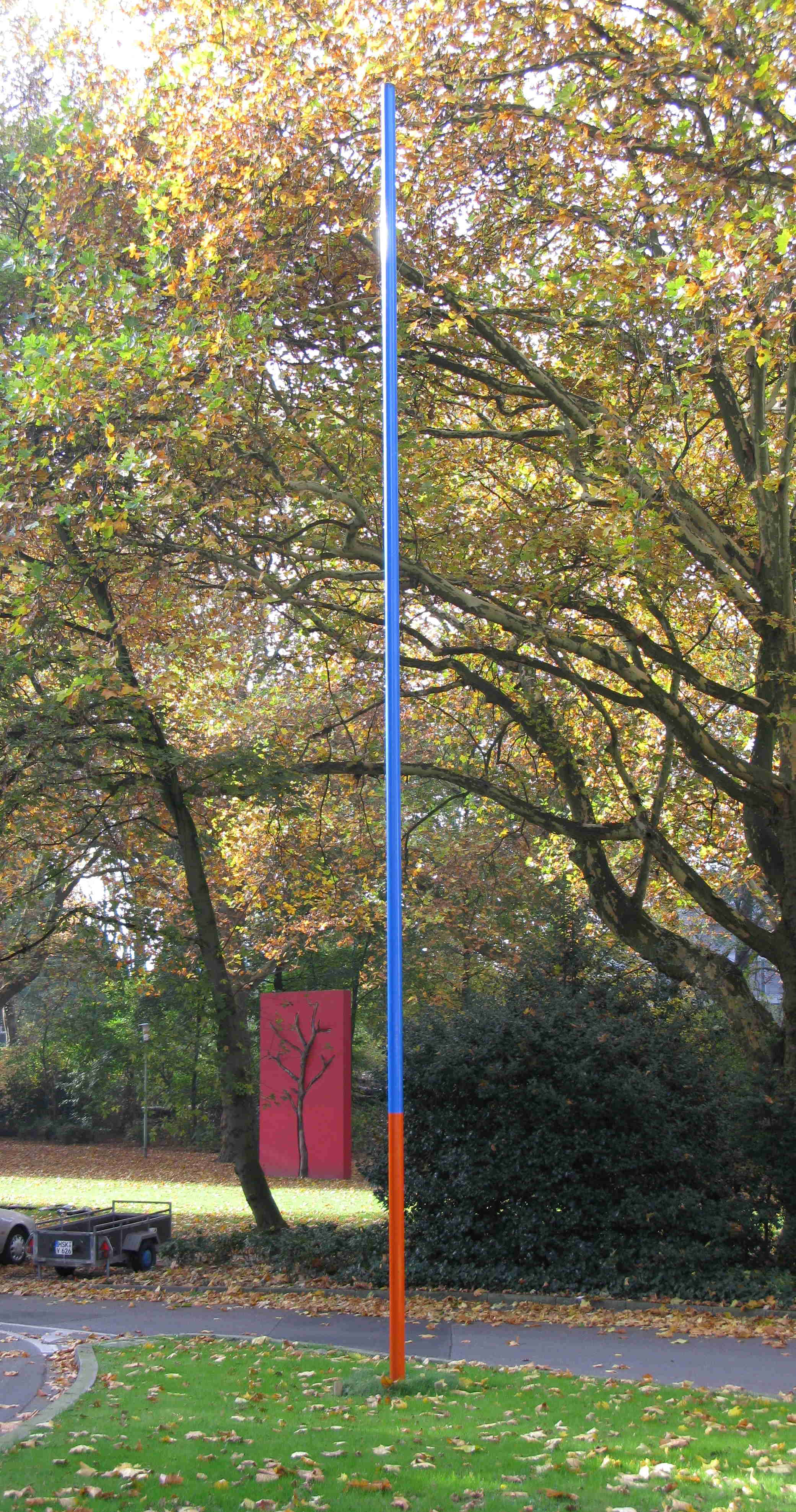
EIN STAND, Essen
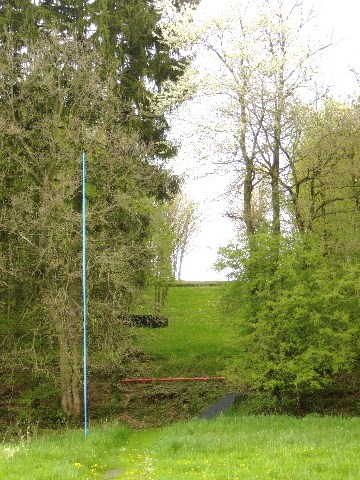
Einstieg, Im Tal
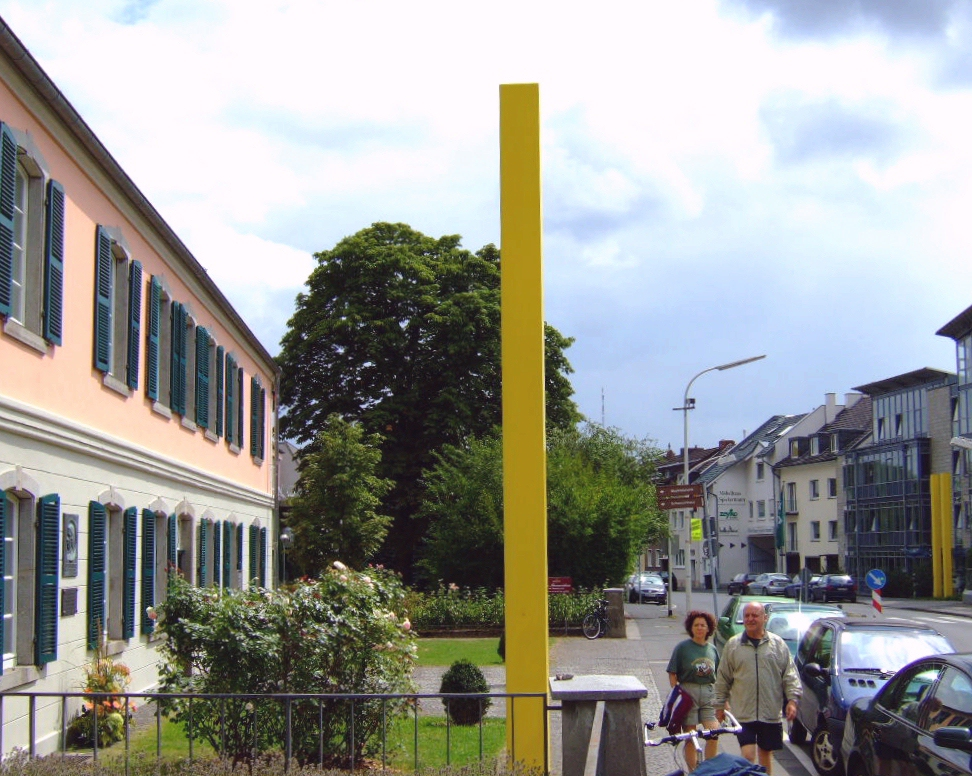
Vorgang Zustand, Bonn